# Heer (Hastière)
Heer, Heer-sur-Meuse (wa. Ér) – dzielnica (section) gminy Hastière w Belgii, w Regionie Walońskim, w prowincji Namur, w okręgu Dinant. 1 stycznia 2020 roku liczyła 857 mieszkańców. Do 31 grudnia 1976 r. samodzielna gmina. Leży nad rzeką Mozą. 

## Demografia
Liczba mieszkańców, stan na 1 stycznia:
| Rok                | 1930 | 1947 | 1961 | 2020 |
| ------------------ | ---- | ---- | ---- | ---- |
| Liczba mieszkańców | 530  | 488  | 575  | 857  |